# برایانا مک‌کارتی
برایانا مک‌کارتی (انگلیسی: Bryanna McCarthy؛ زادهٔ ۱۳ اکتبر ۱۹۹۱) بازیکن فوتبال اهل کانادا است.
از باشگاه‌هایی که در آن بازی کرده‌است می‌توان به اس‌سی سند و وسترن نیویورک فلش اشاره کرد.
وی همچنین در تیم‌های ملی فوتبال Canada women's national under-17 soccer team, Canada women's national under-20 soccer team، و زنان کانادا بازی کرده‌است.